# Зідан Ікбал
Зідан Аамар Ікбал (араб. Zidane Aamar Iqbal, нар. 27 квітня 2003, Манчестер, Велика Британія) — іракський футболіст, центральний півзахисник нідерландського клубу «Утрехт» та національної збірної Іраку.

## Ігрова кар'єра

### Клубна
Зідан Ікбал народився в англійському місті Манчестер і з 2012 року почав займатися футболом в академії місцевого клубу «Манчестер Юнайтед». У квітні 2021 року футболіст підписав з клубом свій перший професійний контракт. У грудні 2021 року Ікбал дебютував за основу «Манчестер Юнайтед» у матчі Ліги чемпіонів проти швейцарського «Янг Бойз» і таким чином став першим уродженцем Великої Британії з Південної Азії, хто зіграв за клуб і першим британцем з Південної Азії, хто зіграв у Лізі чемпіонів.
У червні 2023 року Ікбал анонсував свій перехід в інший клуб, а 26 червня стало відомо, що новим клубом Ікбала став нідерландський «Утрехт». Контракт з клубом підписаний на чотири роки.

### Збірна
Зідан Ікбал народився в Англії. Його батько пакистанець, а мати іракського походження. У вересні 2021 року футболіст отримав перший виклик до збірної Іраку (U-23). Восени того року Ікбал брав участь у чемпіонаті Західної Азії (U-23).
27 січня 2022 року Зідан Ікбал дебютував у національній збірній Іраку у матчі відбору до чемпіонату світу 2022 року проти команди Лівану. У січні 2024 року Ікбал брав участь у Кубку Азії в Катарі, де провів три гри.

## Досягнення
- Команда місяця Ередивізі (2): грудень 2024[10], березень 2025[11]